# 広島バスセンター

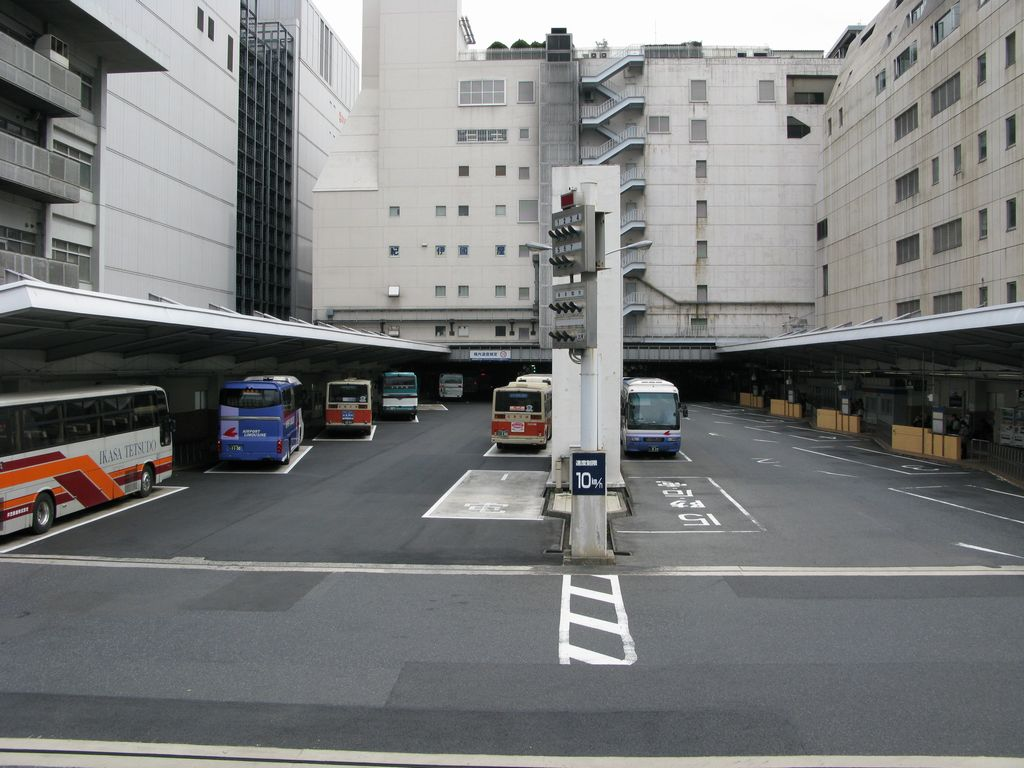
旧広島市民球場から構内を撮影

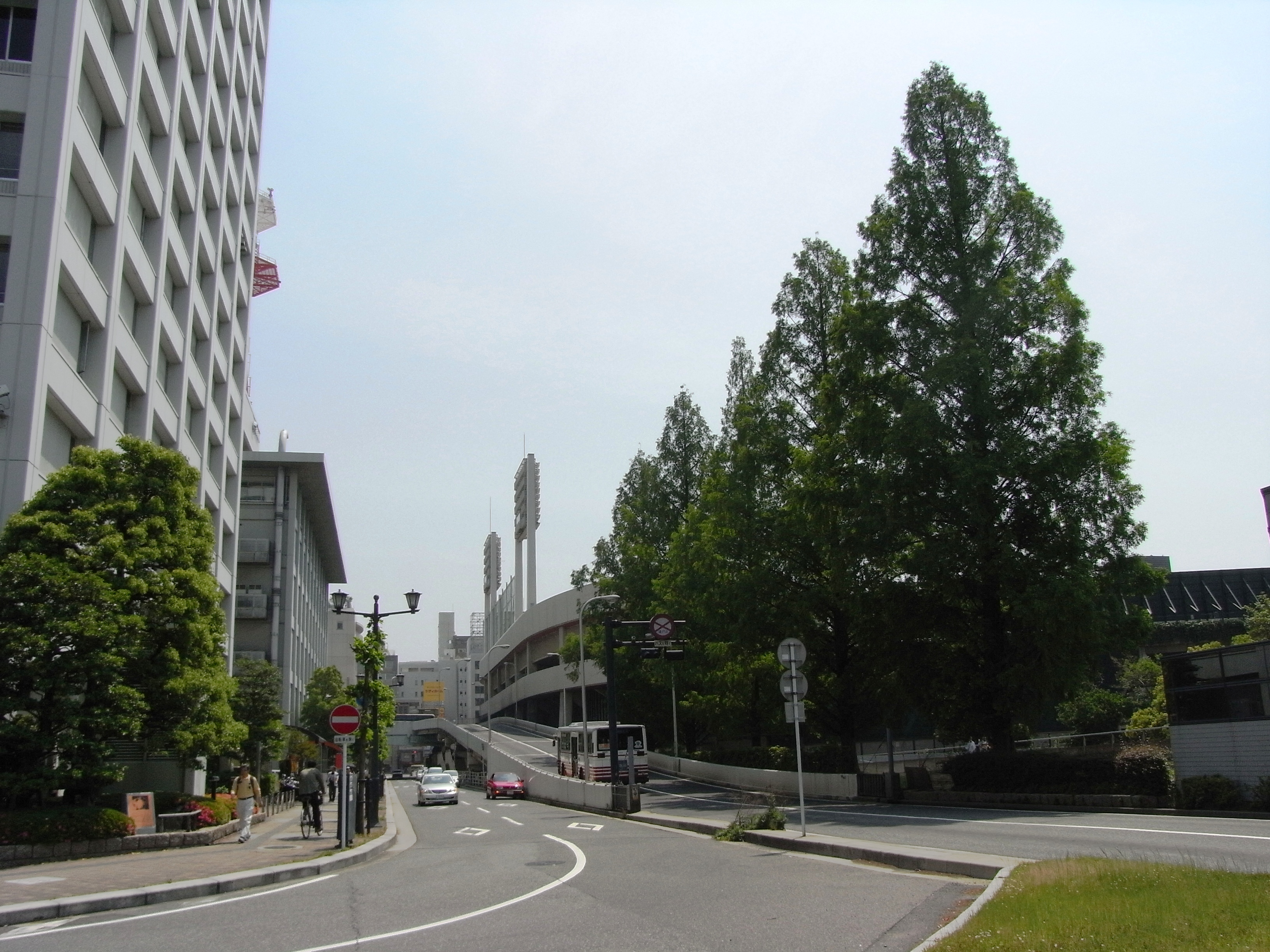
構内へのバスアクセス道（右側の上り坂）は旧広島市民球場のすぐ横を通り抜けていた

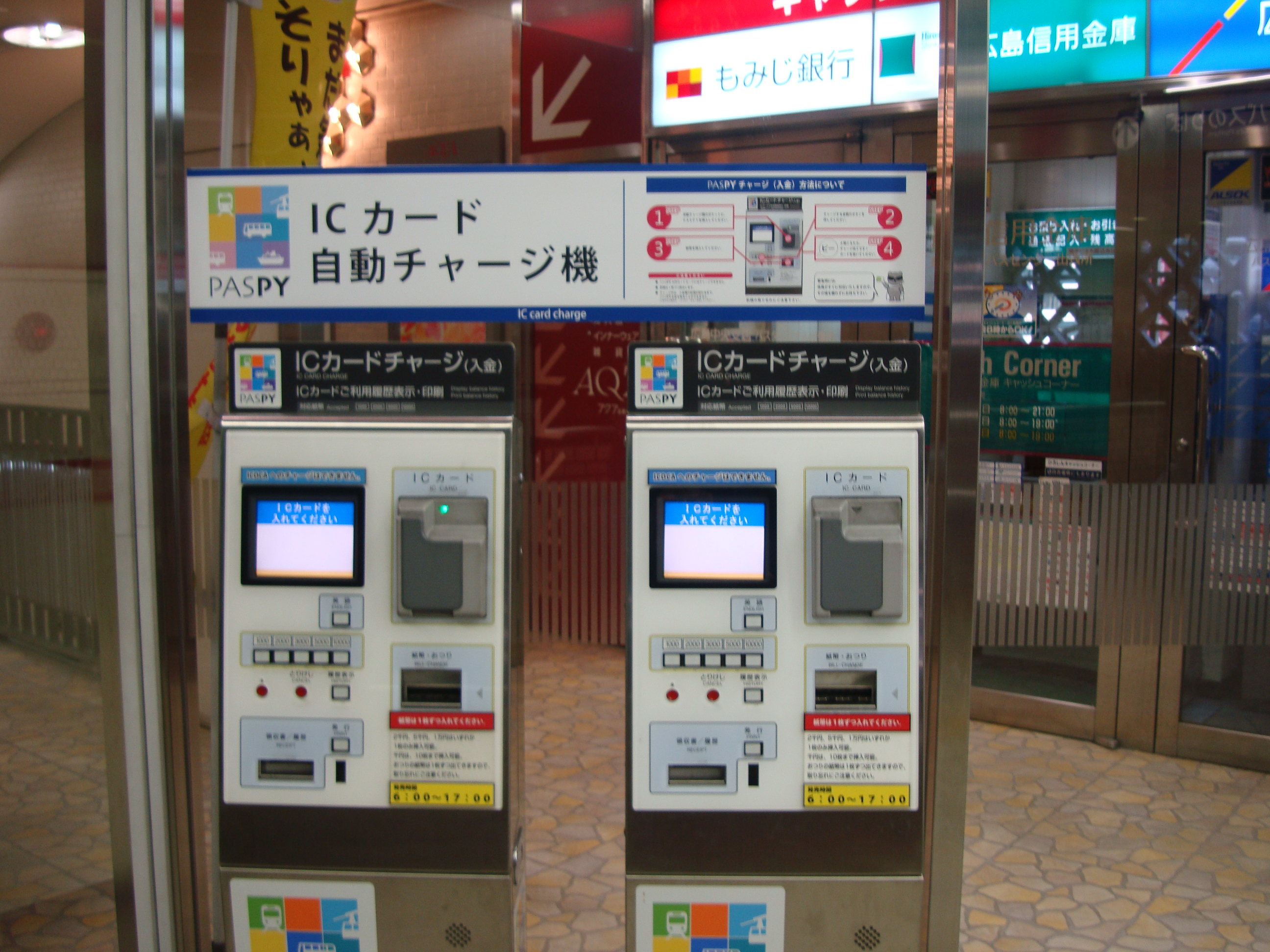
PASPYチャージ機

広島バスセンター（ひろしまバスセンター）は、広島県広島市中区基町6番27号にあるバスターミナル。広島市などの出資した第三セクターである株式会社広島バスセンターが運営している。百貨店のそごう広島店と直結している。

## 概要
広島市中心部の紙屋町・八丁堀エリアに位置し、広島の郊外路線バスや高速バスの始発着点となっている。広島駅が中心市街地から外れた場所に位置しているのに対して、広島バスセンターは中心市街地にあるため利便性が高い。バスの行先表示では「広島センター」、または「バスセンター」、あるいは単に「センター」と省略して書かれる事もある。また、国鉄バスの自動車駅としての名称も「広島センター」となっていた。建物の名称は「広島センタービル」になっている。
待合所内には発券窓口や自動券売機、売店などが設置されている。なお額面制の自動券売機から発券される共通乗車券は発行会社が『株式会社広島バスセンター』となっており、同バスセンターに発着するほぼ全ての自由席制バスで利用できる。これはセンタービルが着工するよりも以前から販売されており、各社共通の乗車券は全国的に見ても画期的なことであった。特にプリペイドカードのない時代は降車時間短縮に貢献したといわれる。
バスの乗降施設は3階に設置され、そごう広島店側のエスカレーターで乗り場に直結している他、アクア広島センター街側のエスカレーターで降り場と直結している。また、建物の東側に、バス停直結の入口・出口が1カ所ずつ設けられている。
構内はアルファベットの「P」を左右反対にした形をしており、バスは時計回りで走行する。出発ホーム11面、到着ホーム9面、15台分の留置スペースを備える。
南西を紙屋町交差点に接しているが、バスの出入りはすべて北側の国道54号（祇園新道）・県立総合体育館前交差点から南下し、旧広島市民球場横を通って行われる。このため、市内路線の大半と、八丁堀・広島駅方面に向かう一部の郊外路線は大回りあるいは渋滞を避けて広島バスセンターに入らないものもある（紙屋町・八丁堀の路上バス停に停車）。
1日平均の乗降人数は38,288人（2003年度）、1日の発車本数は約1600本（2008年頃）である。
アクア広島センター街（広島バスセンターが運営）およびそごう広島店本館との合築構造であり、隣接する基町クレド（広島そごう新館・パセーラ・リーガロイヤルホテル広島）とは1階・3階・6階の連絡通路にて直結している。また地下街の紙屋町シャレオとB1F連絡通路にて、メルパルク広島と3F連絡通路にてそれぞれ直結している。

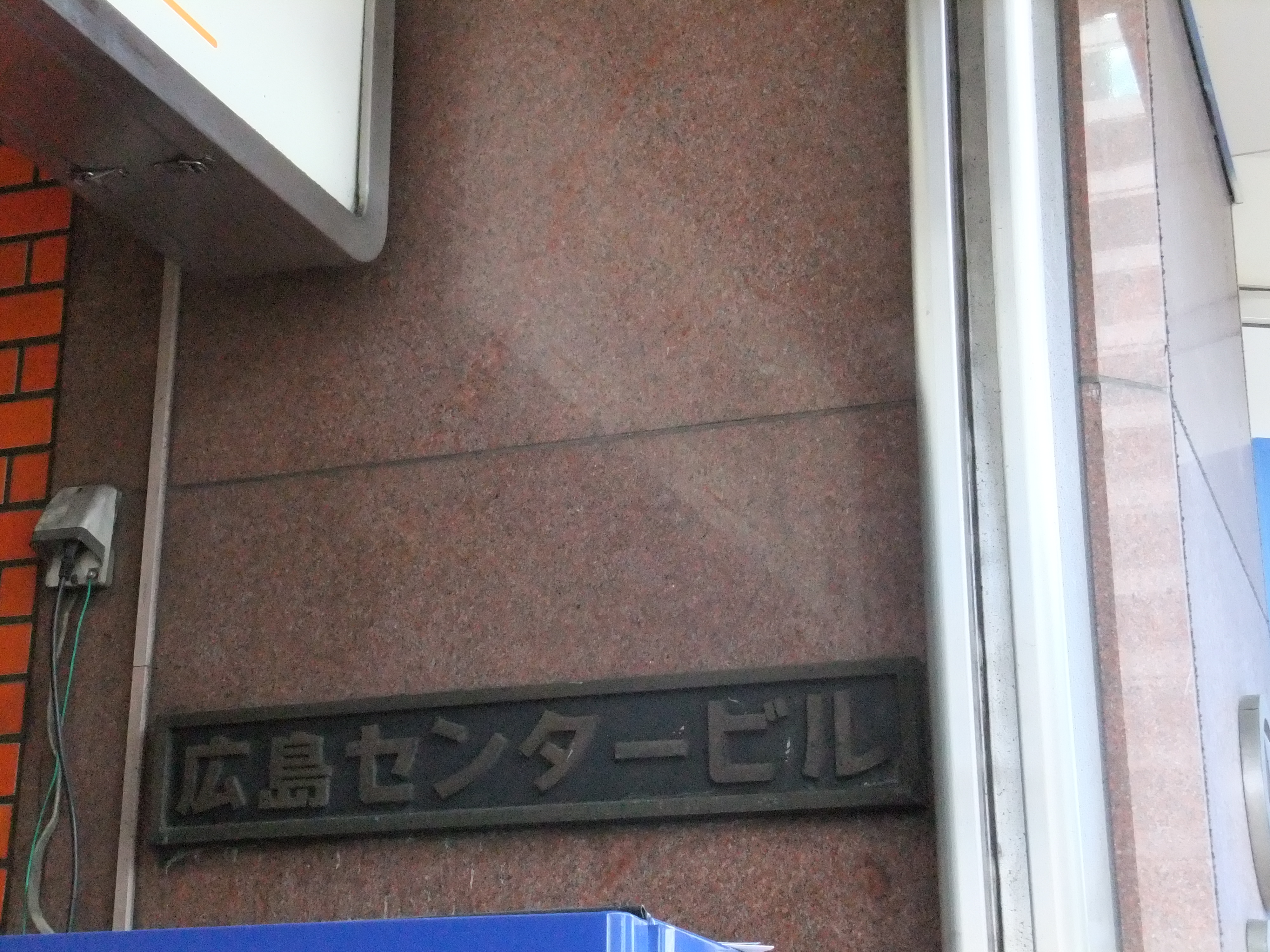
建物の名称版
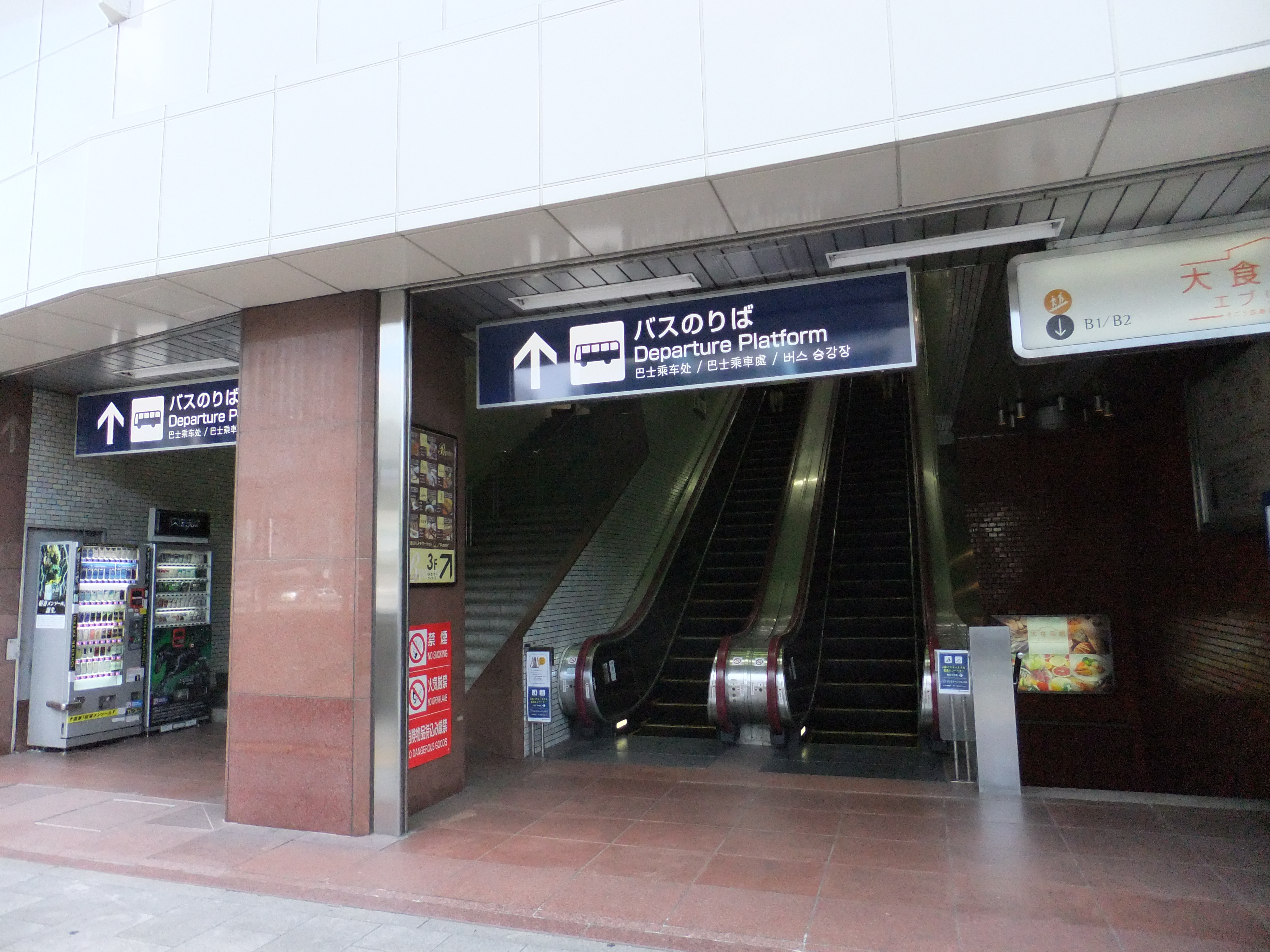
出発ホーム側入口
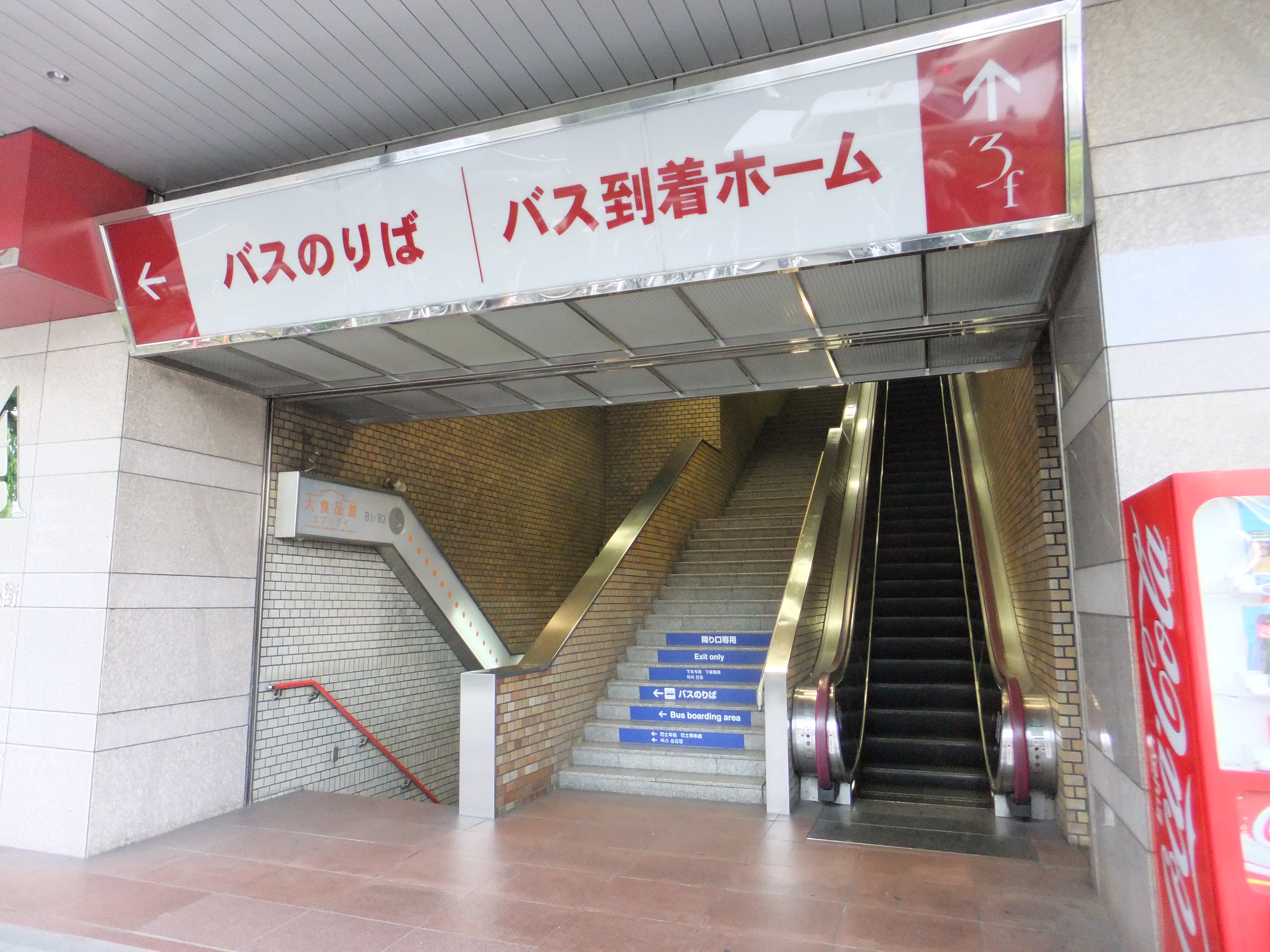
到着ホーム側入口。広島駅行きを除く殆どのバスは降車扱いのみ実施のため、階段には誤乗車防止の案内が記されている
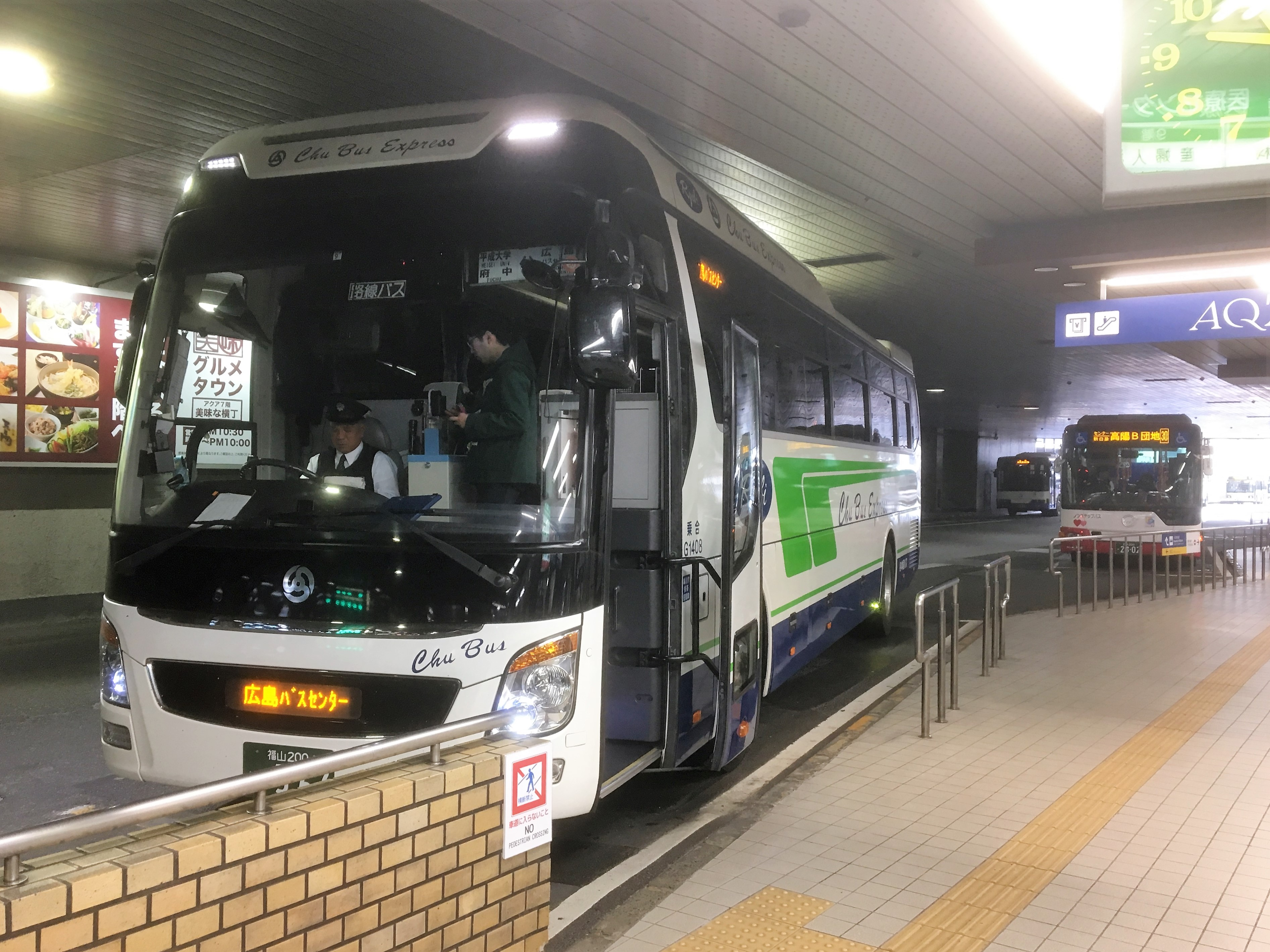
到着ホーム

## 建設の経緯と変遷
広島市中心部の紙屋町地区周辺では、バス会社ごとにバス停留所を設置していた。広島電鉄など県内のバス会社はもちろん、石見交通など県外のバス会社も独自のバス停留所を設置していたので、5 - 10か所程度あったといわれる。また、設置場所もばらばらであった。
このように散逸しているバス停を一箇所に整理・統合する目的で、1955年（昭和30年）3月10日に会社設立、同年7月23日落成、同月29日に日本初の一般バスターミナルとして開業した。開業当初は敷地面積5,438m2、ターミナルの建物は軽量鉄骨一部2階建て1,900m2で、待合所・食堂・切符売り場などが設けられた。当時は到着ホームが少なく、バスセンターに入るバスの渋滞が著しかった。また設備の割に利用客が多く、とくに広島市民球場でのカープの試合の後は人が多く身動きが取れない状態であった。
1964年（昭和39年）3月24日に広島中郵便局の隣地の移転により、2,268m2を取得。取得した土地は、到着線用7バス停と、駐車施設の設置に使われた。その時より、土地代の負担緩和のために商業施設の建設が模索され始めた。
百貨店の招致に大丸とそごうが応じたが、大丸側はバス施設が当初計画案では1階にあり、百貨店へのアプローチが悪いことで辞退。当初計画案を了承した1969年（昭和44年）10月16日にそごう側と出店に関する覚え書きを締結した。
その後、バス施設の位置を1階から3階に変更。1972年（昭和47年）4月28日にそごう側と2度目の覚え書きを締結した。その中で、建物は地下2階・地上10階で、とりあえず地下2階・地上6階を建築すること。バスセンター側の土地のそごう側への賃借権の設定。建物に関しては、そごうの所有。ただし、3階に関してはそごう専有部分（階段・エスカレーター・エレベーター）を除き、広島バスセンターの所有となった。
当初の建物計画は地下2階地上5階だったが、まもなく6階に変更。1972年（昭和47年）10月に地下3階地上7階で建設されることになった。さらに、1973年（昭和48年）3月3日に現在の地下3階地上10階案に変更。変更理由として、テナント入居希望者が多かったこと、3階にバスターミナルを設ける構造上、梁や柱を10階分まで建てる必要性があったことでの変更だった。
広島センタービル建築に先駆けて、広島西警察署（現在の広島中央警察署）の現在地（中区基町9番48号）への移転が決定。警察移転と平行して建築された。
1973年（昭和48年）3月24日に、現在の広島県庁東館のある地に仮設ターミナルが設けられ、現在の建物が出来るまでバス停として使われ、現在の建物が完成後も一部の敷地が1975年（昭和50年）12月25日まで待機場として使われた。
1974年（昭和49年）10月10日に、広島そごう・広島センター街と合築した「広島センタービル」として完成。バスセンターは3階に設けられた。
乗り場の数は従来のままの10より増加しなかったが、到着ホームの9か所への増加、発車時にバックの必要な構造から変更したことなどによって、処理能力は従来の1日3000台から6000台に増加した。
1980年（昭和55年）3月15日に11番ホームが整備。1988年（昭和63年）9月1日に改札が廃止された。
2019年（令和元年）10月1日に出発ホームの発車合図灯(1灯LED式信号灯器：発車合図時に青色点灯、発車直後に消灯)の運用が停止された。

## 発着路線

### 高速バス
1・2・5・6・9番のりばが高速バス用に充てられており（2・5・9番のりばは近郊路線と共用）、1番のりばが県外方面（山陰以外）と広島大学方面、2番のりばが空港リムジンバス、5番のりばが山陽道方面、6番のりばが山陽道方面と呉方面、9番のりばが中国道・山陰方面に振り分けられている。
- （ ）内は運行会社、[ ]内は路線番号
- 防長交通運行路線は防長観光バスが予約・発券業務を担当する。
- メリーバード号 (広島 - 鳥取線)は広島電鉄が予約・発券業務を担当する。

| のりば | 愛称                                      | 運行会社                                          | 行先                                                      | 備考                       |
| ------ | ----------------------------------------- | ------------------------------------------------- | --------------------------------------------------------- | -------------------------- |
| 1      | WILLER EXPRESS                            | WILLER EXPRESS                                    | 東京（新宿）・TDR                                         | 夜行便（福山経由）         |
| 1      | ドリーム岡山・広島号                      | JRバス中国                                        | 横浜（YCAT）・東京（東京駅）                              | 夜行便（岡山経由）         |
| 1      | グランドリームエクスプレス広島号          | JRバス中国                                        | 東京（東京駅）                                            | 夜行便                     |
| 1      | 広島ドリーム名古屋号                      | JRバス中国・JR東海バス                            | 名古屋（名古屋駅）                                        | 夜行便（三次経由）         |
| 1      | 広島エクスプレス大阪号 広島ドリーム大阪号 | JRバス中国                                        | 大阪（大阪駅）                                            | 夜行便あり（西条経由）     |
| 1      | WILLER EXPRESS                            | WILLER EXPRESS 日本高速バス                       | 大阪（WBT大阪梅田） 京都（京都駅八条口）                  | 夜行便あり（一部福山経由） |
| 1      | WILLER EXPRESS                            | WILLER EXPRESS                                    | 神戸（三宮） 大阪（WBT大阪梅田・USJ）                     | 夜行便（西条経由）         |
| 1      | 神戸エクスプレス ハーバーライナー         | 広交観光・神姫バス                                | 神姫神戸三宮BT                                            |                            |
| 1      | サンサンライナー                          | 広交観光・JRバス中国 両備ホールディングス         | 岡山（岡山駅西口）                                        |                            |
| 1      | あわひろしま号                            | 広交観光・徳島バス                                | 徳島（松茂・徳島駅）                                      |                            |
| 1      | 瀬戸内エクスプレス 高松エクスプレス広島号 | JRバス中国・JR四国バス                            | 坂出（坂出ICBT）・高松（高松駅）                          |                            |
| 1      | 土佐エクスプレス                          | 広交観光・とさでん交通                            | 高知（高知駅・はりまや橋）                                |                            |
| 1      | しまなみライナー                          | 広交観光・瀬戸内運輸 瀬戸内しまなみリーディング   | 瀬戸田・大三島・伯方島 大島・今治（今治駅）               |                            |
| 1      | 錦帯ブルーライナー                        | いわくにバス                                      | 岩国 （岩国駅・岩国錦帯橋空港・日の出町車庫）             |                            |
| 1      | 広島 - 徳山・防府・山口線                 | 防長交通                                          | 徳山（徳山駅）・防府（防府駅） 山口（西京橋・湯田温泉）   |                            |
| 1      | 広福ライナー 広島ドリーム博多号           | 広交観光・JRバス中国 JR九州バス                   | 北九州（小倉南IC）・福岡（博多）                          | 夜行便あり                 |
| 2      | [HIJ] エアポートリムジン                  | 広島電鉄・広島バス・広島交通 JRバス中国・芸陽バス | 広島空港                                                  |                            |
| 5      | かぐや姫号                                | 芸陽バス                                          | 竹原（竹原駅・忠海駅）                                    |                            |
| 6      | ローズライナー                            | 広島交通・中国バス・鞆鉄道                        | 福山（福山駅）                                            |                            |
| 6      | フラワーライナー                          | 広島交通・中国バス 本四バス開発・因の島運輸       | 尾道（尾道駅）・因島（土生港）                            |                            |
| 6      | リードライナー                            | 広島交通・中国バス                                | 府中（目崎車庫・道の駅びんご府中）                        |                            |
| 6      | ピースライナー                            | 広島交通・中国バス                                | 世羅（甲山営業所・道の駅世羅） 上下駅・甲奴駅             |                            |
| 6      | クレアライン                              | 広島電鉄・JRバス中国                              | 呉駅・呉本通・阿賀駅・広駅                                | [ 注釈 1 ]                 |
| 7      | [75] 高速三段峡線                         | 広島電鉄                                          | 戸河内IC・三段峡                                          |                            |
| 9      | メリーバード号                            | 日ノ丸自動車                                      | 真庭（北房呰部・湯原温泉） 倉吉（倉吉駅）・鳥取（鳥取駅） |                            |
| 9      | メリーバード号                            | 広島電鉄 日本交通・日ノ丸自動車                   | 米子（米子駅）                                            |                            |
| 9      | グランドアロー号                          | 広島電鉄・一畑バス                                | 松江（松江駅・松江しんじ湖温泉駅）                        |                            |
| 9      | みこと号                                  | JRバス中国・一畑バス                              | 出雲（出雲市駅）                                          |                            |
| 9      | 広島 - 三次 - 庄原 - 東城線               | 備北交通                                          | 千代田IC・三次駅・庄原BC・東城駅                          | 東城行は備北交通便のみ運行 |
| 9      | 石見銀山号                                | イワミツアー・石見交通                            | 田所・因原・石見川本 大田市駅・大田BC                     |                            |
| 9      | いさりび号                                | JRバス中国・石見交通                              | 大朝IC・浜田駅                                            |                            |
| 9      | 清流ライン高津川号                        | 石見交通                                          | 六日市・日原・益田駅・石見交通本社前                      |                            |
| 9      | 新広益線                                  | 石見交通                                          | 戸河内IC・美都・石見交通本社前・益田駅                    | 2024年6月16日から全便運休  |

### 近郊路線バス
市内近郊路線は、おおむね4方面に分けられており、会社を問わず同じ方面のバスが同一ホームまたは隣接ホームに到着するように振り分けられている。
- 西方面：西区・佐伯区・廿日市市方面
- 東方面：安芸区・海田町・熊野町・東広島市方面
- 北方面：安佐南区・安佐北区西部・安芸太田町・北広島町・安芸高田市方面
- 北東方面：安佐北区東部

乗り入れるバス会社
- 広島電鉄（広電バス）
- 広島バス
- 広島交通
- JRバス中国
- 芸陽バス

| のりば | 路線番号        | 運行会社            | 行先                                                                                  | 備考                                                          |
| ------ | --------------- | ------------------- | ------------------------------------------------------------------------------------- | ------------------------------------------------------------- |
| 2      | 52-3            | 広電バス            | （己斐・西広島バイパス経由）藤の木団地                                                |                                                               |
| 2      | 54-4            | 広電バス            | （市役所・西広島バイパス・美鈴が丘高校経由）彩が丘団地・藤の木団地行き                | 土日祝日運休                                                  |
| 2      | 55-1            | 広電バス            | （市役所・西広島バイパス経由）薬師が丘団地                                            | 平日午前までは、植物公園を経由する                            |
| 2      | 55-2            | 広電バス            | （市役所・西広島バイパス経由）宮園・四季が丘団地                                      | 日祝日運休 平日・土曜1便に関しては、四季が丘北まで運行        |
| 2      | 55-2            | 広電バス            | （急行便）（市役所・西広島バイパス経由）宮園・四季が丘団地                            | 平日夕方ラッシュ時のみ運行                                    |
| 2      | 55-3            | 広電バス            | （市役所・西広島バイパス経由）藤の木団地                                              |                                                               |
| 2      | 55-4            | 広電バス            | （市役所・西広島バイパス経由）彩が丘団地                                              |                                                               |
| 2      | 55-5            | 広電バス            | （市役所・西広島バイパス経由）東観音台団地                                            |                                                               |
| 2      | 55-6            | 広電バス            | （市役所・西広島バイパス経由）阿品台北                                                | 土日祝日運休                                                  |
| 2      | 64-1            | 広電バス            | （中広町・高速4号線経由）くすの木台                                                   |                                                               |
| 2      | 65-3            | 広電バス            | （横川駅・高速4号線・上安駅経由）あさひが丘                                           | 土日祝日運休                                                  |
| 3      | 52-1            | 広電バス            | （己斐・西広島バイパス経由）山田団地                                                  |                                                               |
| 3      | 52-2            | 広電バス            | （己斐・西広島バイパス経由）美鈴が丘高校                                              |                                                               |
| 3      | 53-7            | 広電バス            | （己斐・西広島バイパス経由）井口台パークタウン                                        |                                                               |
| 3      | 54-1            | 広電バス            | （市役所・西広島バイパス経由）山田団地                                                |                                                               |
| 3      | 54-2            | 広電バス            | （市役所・西広島バイパス経由）美鈴が丘高校                                            |                                                               |
| 3      | 54-9            | 広電バス            | （市役所・西広島バイパス経由）五月が丘四丁目・五月が丘三丁目                          |                                                               |
| 3      | 60-3            | 広電バス            | （中広町・高速4号線経由）藤の木団地                                                   |                                                               |
| 3      | 61-1            | 広電バス            | （横川駅・高速4号線経由）五月が丘四丁目・五月が丘三丁目・免許センター                 |                                                               |
| 3      | 61-4            | 広電バス            | （横川駅・高速4号線経由）ジ・アウトレット広島・そらの北                               |                                                               |
| 4      | 62-1            | 広電バス            | （中広町・高速4号線経由）花の季台                                                     | 平日のみ運行                                                  |
| 4      | 62-2            | 広電バス            | （中広町・高速4号線経由）こころ南中央                                                 | 平日のみ運行                                                  |
| 4      | 62-3            | 広電バス            | （中広町・高速4号線経由）こころ西風梅苑                                               | 平日のみ運行                                                  |
| 4      | 63-1            | 広電バス            | （横川駅・高速4号線経由）花の季台                                                     |                                                               |
| 4      | 63-2            | 広電バス            | （横川駅・高速4号線経由）こころ南中央                                                 |                                                               |
| 4      | 63-3            | 広電バス            | （横川駅・高速4号線経由）こころ西風梅苑                                               |                                                               |
| 4      | 63-4            | 広電バス            | （横川駅・高速4号線経由）こころ産業団地                                               |                                                               |
| 5      | 40-1            | 芸陽バス            | （八丁堀・広島駅・マツダスタジアム前・向洋経由）海田南幸町                            |                                                               |
| 5      | 40-2            | 芸陽バス            | （八丁堀・広島駅・マツダスタジアム前・向洋経由）三迫                                  |                                                               |
| 5      | 40-3            | 芸陽バス            | （八丁堀・広島駅・マツダスタジアム前・向洋・海田市駅・旧道経由）畑賀                  | 当分の間運休（海田市駅で乗り換え）。                          |
| 5      | 40-4            | 芸陽バス            | （八丁堀・広島駅・マツダスタジアム前・向洋経由）国信橋                                |                                                               |
| 5      | 40-5            | 芸陽バス            | （八丁堀・広島駅・マツダスタジアム前・向洋・新道経由）畑賀                            | 当分の間運休（海田市駅で乗り換え）。                          |
| 5      | 40-6            | 芸陽バス            | （八丁堀・広島駅・マツダスタジアム前・向洋経由）中野東7丁目                           |                                                               |
| 5      | 40-7            | 芸陽バス            | （八丁堀・広島駅・マツダスタジアム前・向洋・瀬野駅経由）一貫田                        |                                                               |
| 5      | 40-8            | 芸陽バス            | （八丁堀・広島駅・マツダスタジアム前・向洋・瀬野駅経由）阿戸                          | 平日のみ運行                                                  |
| 5      | 40-9            | 芸陽バス            | （八丁堀・広島駅・マツダスタジアム前・向洋・瀬野駅経由）八本松駅                      |                                                               |
| 5      | 40-10           | 芸陽バス            | （八丁堀・広島駅・マツダスタジアム前・向洋・瀬野駅・八本松駅経由）西条駅              |                                                               |
| 5      | 40-11           | 広電バス            | （八丁堀・広島駅・マツダスタジアム前・向洋・矢野駅経由）熊野営業所                    |                                                               |
| 5      | 40-12           | 広電バス            | （八丁堀・広島駅・マツダスタジアム前・向洋・矢野駅経由）熊野萩原                      |                                                               |
| 5      | 41-1            | 広電バス            | （市役所・東雲・広島熊野道路経由）熊野営業所                                          |                                                               |
| 5      | 41-2            | 広電バス            | （市役所・東雲・広島熊野道路経由）熊野萩原                                            |                                                               |
| 5      | 41-3            | 広電バス            | （市役所・東雲・広島熊野道路経由）焼山・昭和市民センター                              |                                                               |
| 5      | 41-6            | 芸陽バス            | （市役所・東雲経由）中野東7丁目                                                       |                                                               |
| 5      | 41-7            | 芸陽バス            | （市役所・東雲・瀬野駅経由）一貫田                                                    |                                                               |
| 5      | 42-2            | 広電バス            | （高速2号線・広島熊野道路経由）熊野萩原                                               | 平日夕方ラッシュ時のみ運行 2024年（令和6年）4月1日で廃止      |
| 5      | 43-4            | 広電バス            | （広島駅新幹線口・高速2号線・広島熊野道路経由経由）焼山・昭和市民センター・桜が丘団地 | 土日祝日夕方ラッシュ時のみ運行 廃止                           |
| 7      | 70-3            | 広電バス            | （紙屋町・横川駅・下古市・上安駅・安佐動物公園）あさひが丘                            |                                                               |
| 7      | 70-4            | 広電バス            | （紙屋町・横川駅・下古市・上安駅・長楽寺駅経由）沼田高校                              | 平日朝3便運行                                                 |
| 7      | 73-1            | 広島交通            | （横川駅・古市・中緑井・八木梅林・可部駅経由）虹山県住                                |                                                               |
| 7      | 73-2            | 広島交通            | （横川駅・古市・中緑井・八木梅林・可部駅経由）勝木                                    |                                                               |
| 7      | 73-2            | 広島交通            | （急行便）（新白島駅・佐東バイパス・可部駅経由）勝木                                  | 平日夕方ラッシュ時のみ運行 新白島駅〜緑井五丁目間ノンストップ |
| 7      | 73-3            | 広島交通            | （横川駅・古市・中緑井・八木梅林・可部駅経由）勝木台                                  |                                                               |
| 7      | 73-4            | 広島交通            | （横川駅・古市・中緑井・八木梅林・可部駅経由）大畑                                    |                                                               |
| 7      | 73-5            | 広島交通            | （横川駅・古市・中緑井・八木梅林・可部駅経由）飯室                                    |                                                               |
| 7      | 73-6            | 広島交通            | （横川駅・古市・中緑井・八木梅林・可部駅・勝木・飯室経由）星が丘                      |                                                               |
| 7      | 73-9            | 広電バス            | （横川駅・古市・中緑井・八木梅林・可部駅・勝木・飯室経由）豊平・琴谷                  |                                                               |
| 7      | 74-7            | 広電バス            | （横川駅・古市・佐東バイパス・可部駅・勝木・飯室・加計・戸河内経由）三段峡            |                                                               |
| 8      | 70-1            | 広島交通            | （横川駅・古市・大町駅・毘沙門台                                                      | 朝は大町駅経由ではなく中緑井を経由する                        |
| 8      | 70-2            | 広島交通            | （横川駅・古市・大町駅・毘沙門台経由）サンハイツ                                      | 朝は大町駅経由ではなく中緑井を経由する                        |
| 8      | 70-6            | 広島交通            | （横川駅・古市・大町駅・毘沙門天経由）毘沙門台                                        | 朝は大町駅経由ではなく中緑井を経由する                        |
| 8      | 72-1            | 広島交通            | （横川駅・古市・中緑井・八木梅林・可部駅経由）南原                                    |                                                               |
| 8      | 72-2            | 広島交通            | （横川駅・古市・中緑井・八木梅林・可部駅経由）大林                                    |                                                               |
| 8      | 72-4            | 広電バス            | （横川駅・古市・中緑井・八木梅林・可部駅・大林経由）広電吉田出張所                    |                                                               |
| 8      | 72-7            | 広島交通            | （横川駅・古市・中緑井・八木梅林・可部駅経由）桐陽台                                  |                                                               |
| 8      | 72-7            | 広島交通            | （急行便）（新白島駅・祇園新道・佐東バイパス・可部駅経由）桐陽台                      | 平日夕方ラッシュ時のみ運行 新白島駅〜緑井五丁目間ノンストップ |
| 8      | 72-8            | 広島交通            | （横川駅・古市・中緑井・八木梅林・可部駅経由）大林車庫                                |                                                               |
| 8      |                 | 広島交通            | （可部街道・八木梅林・可部駅経由）可部上市                                            | 平日・土曜深夜のみ運行 廃止                                   |
| 8      |                 | 広島交通            | （可部街道経由）七軒茶屋                                                              | 平日・土曜深夜のみ運行 廃止                                   |
| 8      | 74-1            | 広島交通            | （横川駅・古市・佐東バイパス経由）上原                                                |                                                               |
| 8      | 74-2            | 広島交通            | （横川駅・古市・佐東バイパス・可部駅経由）南原研修センター                            |                                                               |
| 9      | 32-1            | 広島交通            | （八丁堀・広島駅・にぎつ・祇園新道経由）高陽台                                        |                                                               |
| 9      | 32-5            | 広島交通            | （八丁堀・広島駅・にぎつ・祇園新道経由）高陽車庫                                      |                                                               |
| 9      | 32-6            | 広島交通            | （八丁堀・広島駅・にぎつ・祇園新道・中深川経由）深川台                                |                                                               |
| 9      | 32-7            | 広島交通            | （八丁堀・広島駅・にぎつ・祇園新道・中深川・可部駅経由）桐陽台                        |                                                               |
| 9      | 32-8            | 広島交通            | （八丁堀・広島駅・にぎつ・祇園新道・中深川・可部駅経由）大林車庫                      |                                                               |
| 9      | 32-9            | JRバス中国          | （八丁堀・広島駅・にぎつ・祇園新道・中深川経由）上深川・研創前                        |                                                               |
| 10     | 29              | 広島バス            | （八丁堀・広島駅・新幹線口・下温品経由）小河原車庫                                    |                                                               |
| 11     | 30-2            | 広島交通            | （基町・新白島駅・祇園新道経由）高陽B団地                                             |                                                               |
| 11     | 30-3            | 広島交通            | （基町・新白島駅・祇園新道経由）高陽C団地                                             |                                                               |
| 11     | 30-4            | 広島交通 JRバス中国 | （基町・新白島駅・祇園新道経由）高陽A団地                                             |                                                               |
| 11     | 30-5            | 広島交通 JRバス中国 | （基町・新白島駅・祇園新道経由）高陽車庫                                              |                                                               |
| 11     | 30-6            | 広島交通            | （基町・新白島駅・祇園新道・中深川経由）深川台                                        |                                                               |
| 11     | 30-7            | 広島交通            | （基町・新白島駅・祇園新道・中深川・可部駅経由）桐陽台                                |                                                               |
| 11     | 30-8            | 広島交通            | （基町・新白島駅・祇園新道・中深川・可部駅経由）大林車庫                              |                                                               |
| 11     | 30-9            | JRバス中国          | （基町・新白島駅・祇園新道・中深川経由）上深川・研創前                                |                                                               |
| 11     | 30-15           | JRバス中国          | （基町・新白島駅・祇園新道・高陽台経由）高陽車庫                                      |                                                               |
| 11     | 33-4            | 広島交通 JRバス中国 | （急行便）（新白島駅・祇園新道経由）高陽A団地                                         | 平日夕方ラッシュ時のみ運行                                    |
| おりば | 30G,35G         | 広島交通 JRバス中国 | （合同庁舎経由）広島駅                                                                |                                                               |
| おりば | 52              | 広電バス            | （合同庁舎経由）広島駅                                                                | 平日朝のみ運行                                                |
| おりば | 70G,72G 73G,74G | 広島交通 広電バス   | （合同庁舎経由）広島駅                                                                |                                                               |
| おりば | 33G             | 広島交通 JRバス中国 | （急行便）（合同庁舎経由）広島駅                                                      | 平日朝ラッシュ時のみ運行 72G,73Gの急行便は廃止                |
| おりば | 72G,73G         | 広島交通            | （急行便）（合同庁舎経由）広島駅                                                      | 平日朝ラッシュ時のみ運行 72G,73Gの急行便は廃止                |

- 合同庁舎経由広島駅行きの路線は降車ホームにのみ停車し、乗車ホームには停車しない。また、乗車案内も行われておらず時刻表の掲示も実施されていないが、降車ホーム側から乗車することは可能である。
- 貸切バス／ツアーバスはおりばの8・9番ホームを使用する。

## 周辺
- 東側
  - 広島県庁舎
  - 広島市立広島市民病院
  - アストラムライン県庁前駅
  - 広島電鉄紙屋町東電停
  - 鯉城通り
  - 紙屋町バス停
- 西側
  - 広島市こども文化科学館・広島市こども図書館（広島市中央公園）
  - ひろしまゲートパーク
- 南側
  - エディオン広島本店
  - 広島電鉄紙屋町西電停
  - 広島平和記念公園・原爆ドーム
  - おりづるタワー
  - 相生通り
- 北側
  - 広島県立総合体育館（広島グリーンアリーナ）・広島市立中央図書館・ひろしま美術館（広島市中央公園）
  - エディオンピースウイング広島（広島サッカースタジアム）
  - 城南通り

バスセンターの西側から北側に掛けて広島市中央公園が広がり、公園内に点在する公共施設が多く存在する。また、以前は初代の広島市民球場（そちらも広島市中央公園園内）の最寄りバス停でもあった。

### アクセス
- 広島空港 - リムジンバスで約55分[14]
- 広島駅[15] - 東へ約2キロ、山陽新幹線や山陽本線など
  - 徒歩3分の「紙屋町西電停」「紙屋町東電停」から広島電鉄市内電車（1・2・6号線）で約15分[16]
  - 路線バス 広島バスセンター経由のバスで約13分
- 広島港 - 南へ約5キロ、松山や江田島などへの航路
  - 徒歩3分の「紙屋町西電停」「紙屋町東電停」から広島電鉄市内電車（1・7号線）で約25分
  - 「紙屋町バス停」から路線バス 広島バス(21号 宇品線)[17] で約25分

広島バスセンター周辺には市内電車（広島電鉄）紙屋町西電停・紙屋町東電停、アストラムライン県庁前駅、紙屋町バス停などがある。
- 紙屋町西電停（広島電鉄）バスセンター南側 - 広島駅・広島港方面 / 広電西広島駅・横川駅・江波方面
- 紙屋町東電停（広島電鉄）バスセンター南東側 - 広島駅方面
- 県庁前駅（アストラムライン）バスセンター東側地下 - 新白島駅・広域公園前駅方面
- 紙屋町シャレオ 地下街
- 紙屋町バス停